# Castel Auer (Tirolo)
Castel Auer (Schloss Auer in tedesco) è un castello si trova all'ingresso della stretta Val Sopranes (Spronser Tal) nel territorio comunale di Tirolo, nei pressi di Merano in provincia di Bolzano.

## Caratteristiche
L'elegante palazzo nobiliare, risale al XIII secolo, e fu inizialmente il tribunale per il ben più noto castel Tirolo, poi passò in mano ai signori von Auer da cui prende il nome, attestati nel 1339 con Otte von Awer. Successivamente arrivò in varie mani, tra cui la famiglia Giovanelli, andando a perdere nel tempo il suo piccolo prestigio. Il complesso strutturale è di piccole dimensioni rispetto ai castelli che attorniano il paese di Tirolo, ed è costituito oltre che dal palazzo nobiliare anche da altri edifici che venivano utilizzati dai vari dipendenti del castello.
Durante il periodo fascista, il nome originario fu italianizzato in Castel d'Aura, sulla base del Prontuario dei nomi locali dell'Alto Adige, adottato dal regime.
Attualmente il castello è di proprietà dei Conti von Khuen e quindi non è visitabile, se non su appuntamento. I nuovi proprietari hanno eseguito recentemente il restauro del complesso, e quindi si possono oggi ammirare, dopo un ingresso pittoresco, un salone del 1600 ben decorato nelle pareti e soffitti con blasoni, una stube attigua in stile gotico ed infine la cappella di Sant'Andrea.
Si può affermare che il castello non abbia mai avuto come scopo principale la difesa, anche perché privo di un mastio e di mura, tipiche di un vero e proprio castello.